# Ctenus holmi
Ctenus holmi là một loài nhện trong họ Ctenidae.
Loài này thuộc chi Ctenus. Ctenus holmi được Pierre L. G. Benoit miêu tả năm 1978.